# José Varela (réalisateur)
Pour les articles homonymes, voir José Varela.
Œuvres principales
Mamaïa, Money-Money
José Varela, né le 29 juillet 1933 dans le 12e arrondissement de Paris et mort le 27 décembre 2019 à La Rochelle, est un réalisateur, acteur, scénariste, journaliste et romancier français.

## Biographie
Après des études d'architecture, il devient acteur, puis réalisateur. Il suspend son activité cinématographique à la suite des événements de mai 1968 avant de se tourner vers la télévision. Il est grand reporter pendant quinze ans, réalise des documentaires et des séries de fiction.
Il a également signé des scénarios et des romans policiers.

## Filmographie

### Réalisateur
- 1964 : Lucky Jo de Michel Deville (assistant réalisateur)
- 1964 : La Bagnole (court métrage)
- 1967 : Mamaia
- 1969 : Money-Money
- 1970 : Marie pleine de grâce
- 1972 : Faire la déménageuse
- 1975 : La Grande blonde avec une petite chatte noire (sous le pseudonyme Billy Freakmaker)
- 1984 : Danser pour ne pas mourir
- 1990 : Le Vagabond des mers (mini-série télévisée)
- 2002 : En attendant Delphine

### Acteur
Cinéma
- 1958 : Liberté surveillée d'Henri Aisner et Vladimir Vlcek : Lapin
- 1958 : L'Opéra-Mouffe d'Agnès Varda (court métrage) : l'amant
- 1960 : Le Huitième Jour de Marcel Hanoun : Alain
- 1962 : Le Signe du Lion d'Éric Rohmer
- 1965 : Évariste Galois d'Alexandre Astruc (court métrage) : Evariste Galois
- 1965 : Béatrice de Jean-José Richer : Giovanni
- 1967 : Lettre à Carla de Jean-José Richer : Giovanni Guasconti
- 1968 : Les Gauloises bleues de Michel Cournot ! Le juriste
- 1970 : Le Vent d'est de Jean-Luc Godard : Le guide
- 1976 : Le Grand Soir de Francis Reusser
- 1977 : Ben et Bénédict de Paula Delsol : Le deuxième professeur

Télévision
- 1958 : La Belle Équipe (série télévisée), épisode Le Saloon de
- 1966 : Les Compagnons de Jehu (série télévisée), épisode Les Masques : Bonaparte
- 1981 : Caméra une première (série télévisée), épisode L'Étouffe grand-mère de Jean-Pierre Bastid : un chasseur
- 1994 : Une qui promet (téléfilm) de Marianne Lamour : R.G.